# Ligne de Bertholène à Espalion
La ligne de Bertholène à Espalion est une ancienne ligne ferroviaire française à écartement standard et à voie unique du département de l'Aveyron, qui reliait les gares de Bertholène et d'Espalion. Il a été envisagé de prolonger la ligne vers Aurillac, mais ce projet ne connut pas de suite.
Elle était destinée à relier Espalion à Rodez, le chef-lieu du département.
Elle constitue la ligne 726 000 du réseau ferré national.

## Historique

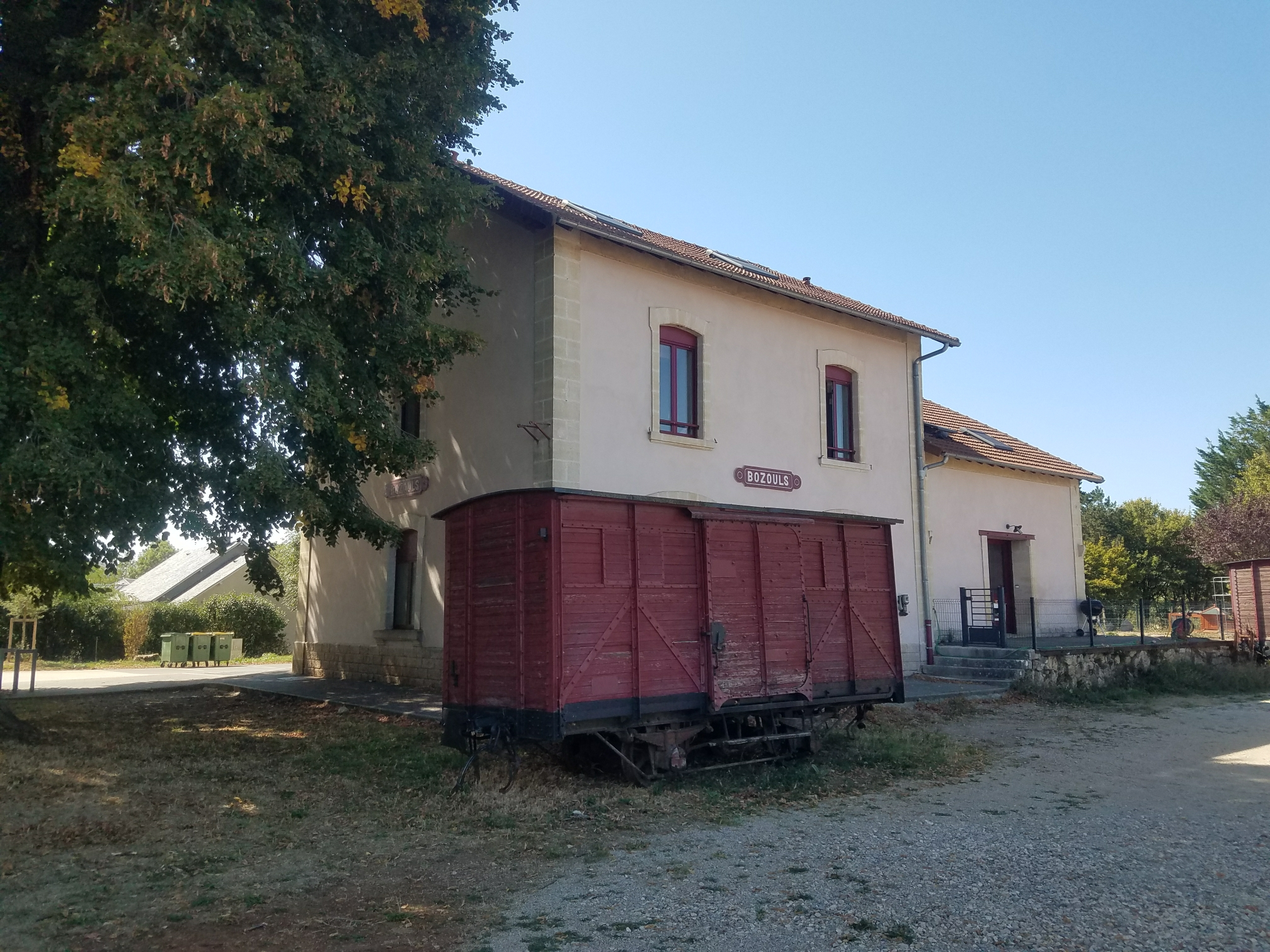
La gare de Bozouls en 2022.

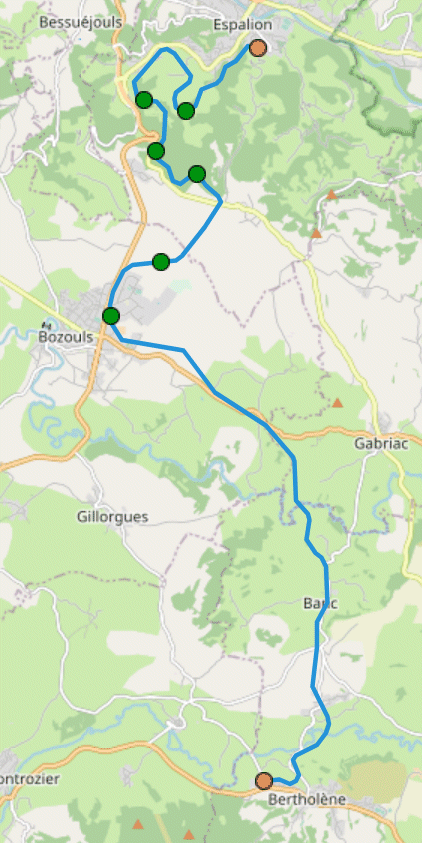
Tracé de la ligne

La loi du 17 juillet 1879 (dite plan Freycinet) portant classement de 181 lignes de chemin de fer dans le réseau des chemins de fer d’intérêt général retient en n° 155, une ligne « d'Espalion à la ligne de Rodez à Séverac-le-Château ». Cette ligne a été concédée à titre éventuel par l'État à la Compagnie des chemins de fer du Midi et du Canal latéral à la Garonne par une loi le 17 juillet 1886. Elle a été déclarée d'utilité publique et sa concession a été confirmée par une autre loi le 24 juin 1897. La Compagnie du Midi l'a mise en service le 25 juin 1908.
Un prolongement de la ligne entre Espalion et Aurillac est concédé à titre éventuel à la Compagnie du chemin de fer de Paris à Orléans par une convention signée entre le ministre des Travaux publics et la compagnie le 20 février 1913. Cette convention est approuvée par une loi le 7 juillet 1913. Cette ligne ne sera jamais construite.
Le 1er janvier 1934, les compagnies des chemins de fer de Paris à Orléans et du Midi et du Canal latéral à la Garonne créent une communauté d'intérêt financière, commerciale et technique pour l'exploitation de leurs réseaux. Toutefois, chacune des deux compagnies conserve la concession des lignes qu'elle a obtenue de l'État. La ligne est ensuite intégrée au réseau de la SNCF lors de la nationalisation des grandes compagnies le 1er janvier 1938.
Elle a été fermée au service des voyageurs le 5 décembre 1938 et au trafic fret le 27 septembre 1989.
Elle a été déclassée par le décret du 9 décembre 1992.
Le transport de marchandises perdura jusqu'en 1983.
Dans les années 1990, la SNCF procède à l'enlèvement de la voie ferrée et à la vente du foncier. Les communes de Bertholène, Gabriac, Bozouls et Espalion forment un  SIVU afin d'acheter la totalité de l'ancienne ligne et de la transformer en sentier d'écotourisme et de découverte.
Ce sentier de randonnée praticable à pied, à vélo ou à cheval, connait un succès grandissant depuis son ouverture. C'est le lien entre les vallées de l'Aveyron et du Lot. On y découvre des paysages de vallées et de causses en passant par une succession de viaducs et de tunnels, notamment le tunnel de Biounac, long de 574 m, récemment éclairé.

## Caractéristiques
Le tracé était très sinueux avec des courbes dont le rayon de courbure s'abaissait à 150 m. Le profil était mauvais avec des déclivités qui atteignaient 27 ‰.